# Portikus

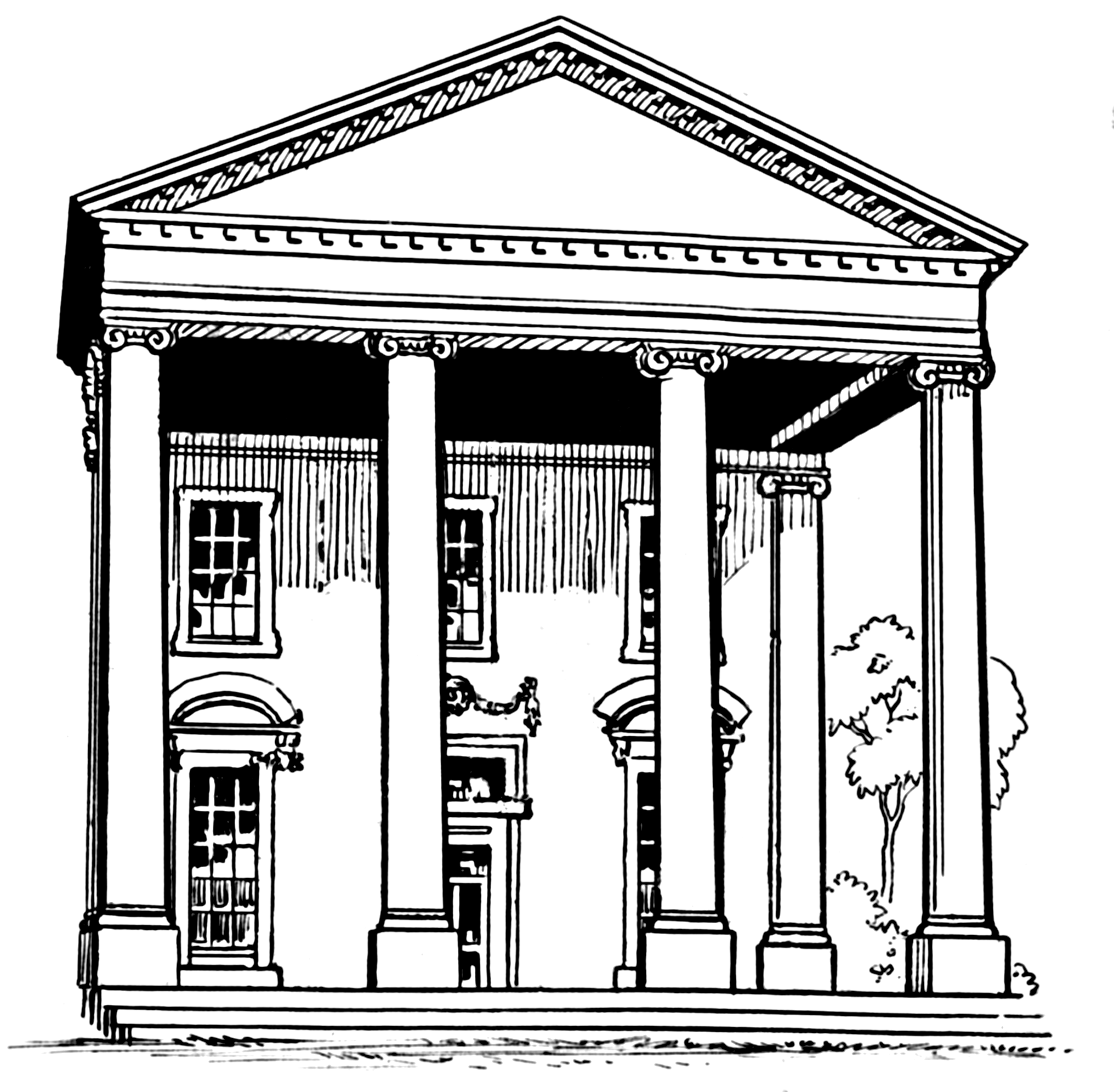
Portikus als Vorhalle

Als Portikus (der oder die Portikus, Plural: Portikus, mit langem u gesprochen, oder Portiken) wird in der Architektur ein Säulengang oder eine Säulenhalle mit horizontal aufliegendem Gebälk bezeichnet. Während im Bereich der antiken römischen Architektur mit der Bezeichnung Kolonnaden beliebiger Länge (also lineare Bauteile) beschrieben werden, bezeichnet Portikus in der neuzeitlichen Architektur vor allem die als Säulenhalle gestaltete Vorhalle als punktuellen Bauteil.

## Portiken in der antiken Architektur

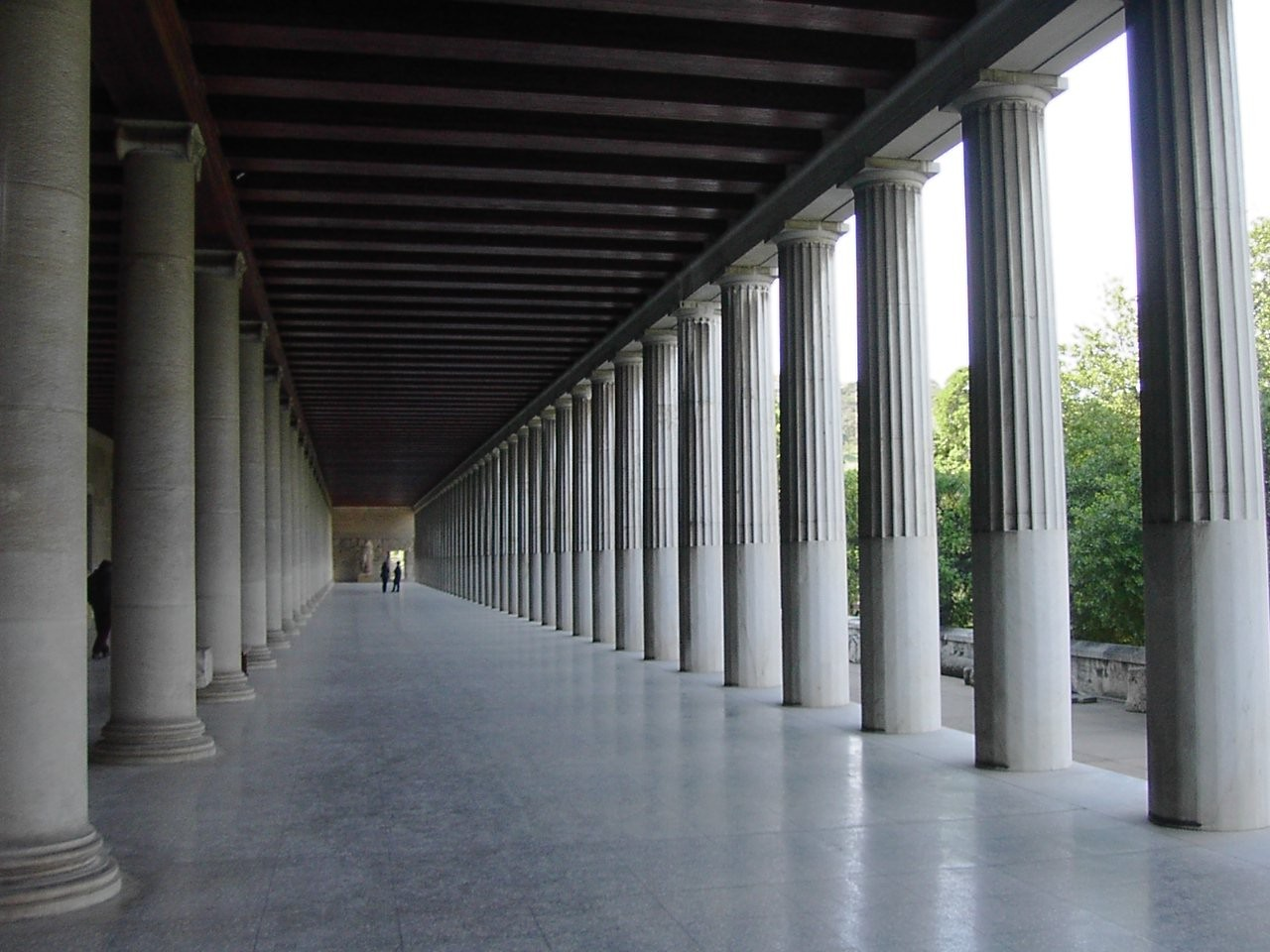
Den Portiken der antiken römischen Architektur entspricht die griechische Stoa (Attalos-Stoa in Athen)

Der lateinische Begriff porticus (im Lateinischen Femininum) umfasst ursprünglich die Bedeutungen „Laufgang“, „Säulengang“, „Säulenhalle“ und „Halle“. Im Sprachgebrauch der klassischen Archäologie werden Säulengänge mit horizontalem Gebälk als Portikus bezeichnet. Sie stellen architekturgeschichtlich eine Übernahme der griechischen Stoa in die römische Architektur dar. Portiken sind meist einfache Wandelgänge beliebiger Länge, die sich mit der Rückseite an ein Gebäude oder eine Mauer anlehnen und sich auf der Vorderseite mit einer Säulenstellung öffnen (Kolonnade). Nach oben schließen sie in der Regel mit einem flachen Pultdach ab, das sich an das dahinter liegende Gebäude anlehnt. Portiken konnten auch mehrschiffig und mehrgeschossig ausgeführt werden.
Ein Portikus vereinigte verschiedene Funktionen miteinander: Als wettergeschützter Laufgang konnte er öffentliche Plätze oder Straßen säumen und wurde bei entsprechender Tiefe auch für gewerbliche Zwecke genutzt. Auch im Bereich der gehobenen Villenarchitektur waren Portiken ein wichtiger Bestandteil; hier schufen sie Übergänge zwischen den Innenräumen und Gartenbereichen und dienten als schattige Wandelgänge. Ein vollständig von Portiken umgebener Innenhof wird als Peristyl oder Quadriportikus bezeichnet. Dieses war auch ein charakteristischer Bestandteil des in den Provinzen Gallien und Germanien verbreiteten Bautyps der Villa rustica oder Portikusvilla.
Eine Sonderform des antiken Portikus ist der Kryptoportikus (lateinisch cryptoporticus, „verborgene Portikus“), ein ganz oder teilweise unterirdisch gelegener Gewölbegang.

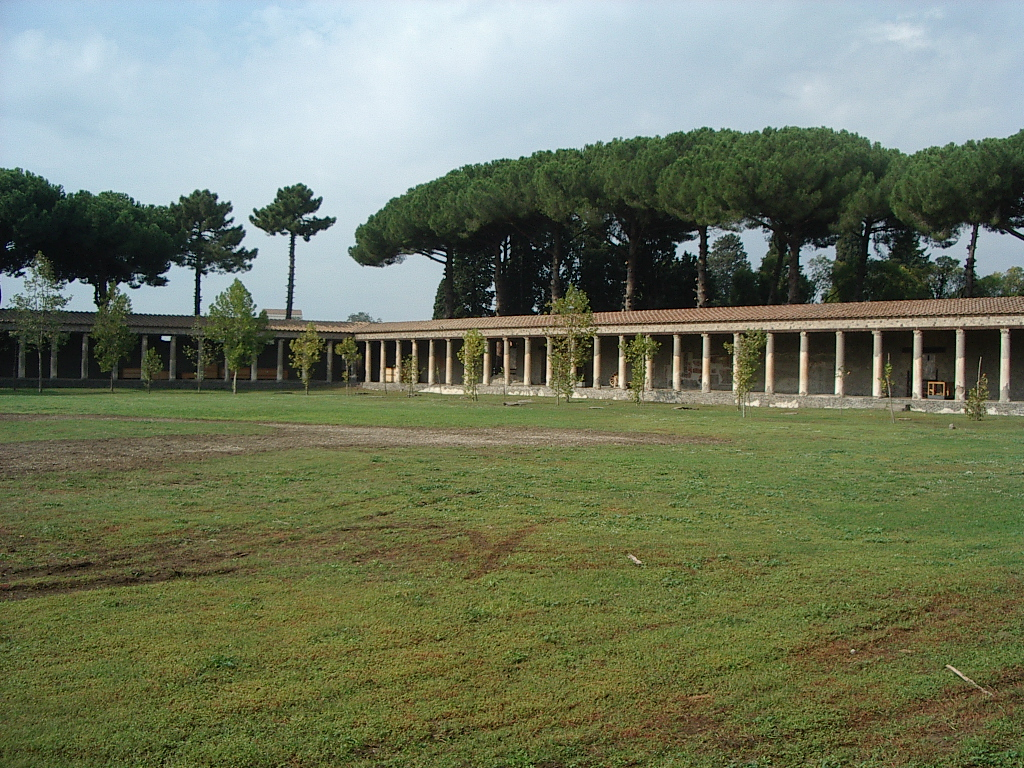
Portiken an der großen Palästra von Pompeji (1. Jahrhundert n. Chr.)
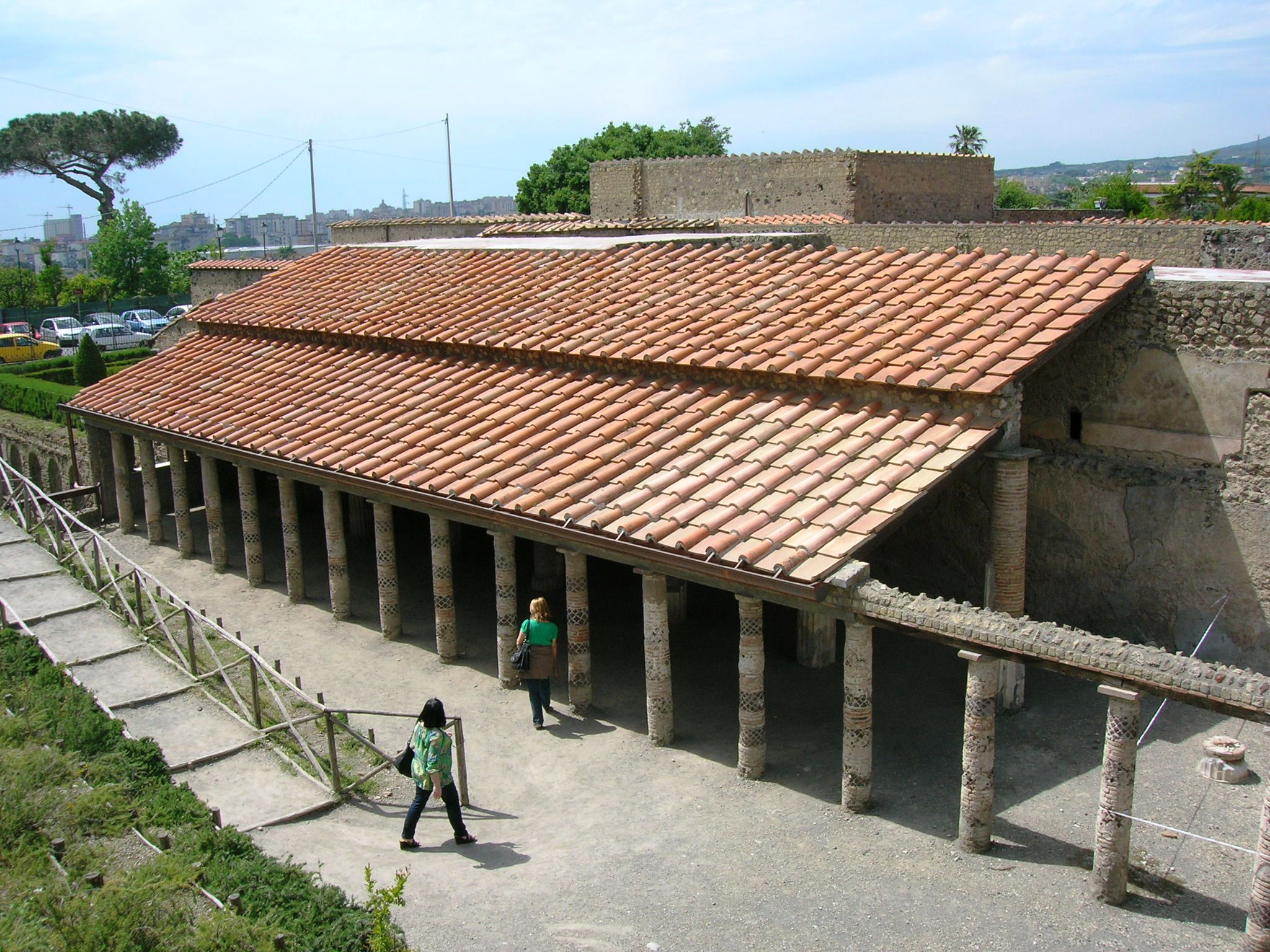
Zweischiffiger Portikus der Mysterienvilla bei Pompeji
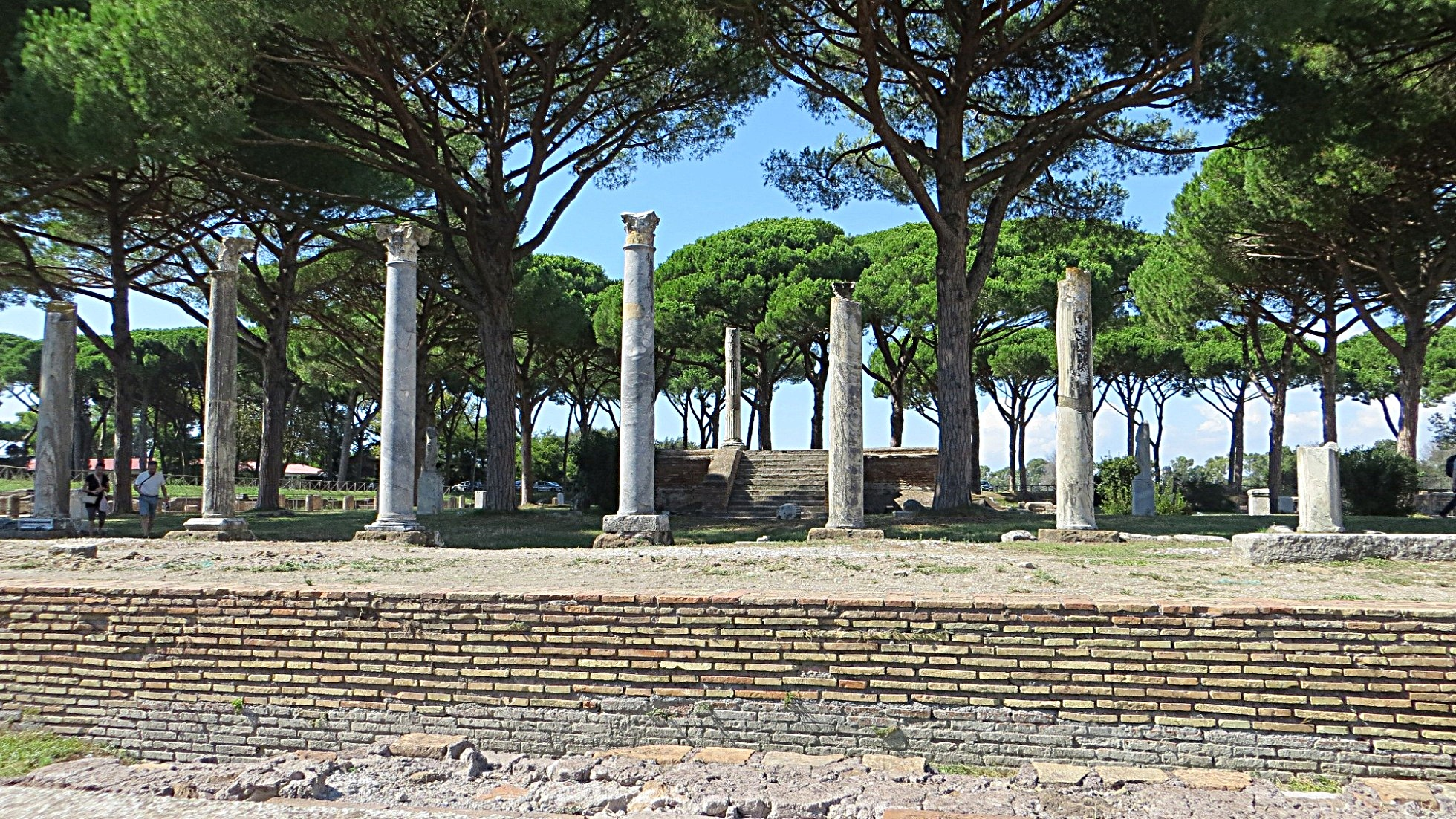
Ostia Antica, Ladenreihe aus hadrianischer Zeit
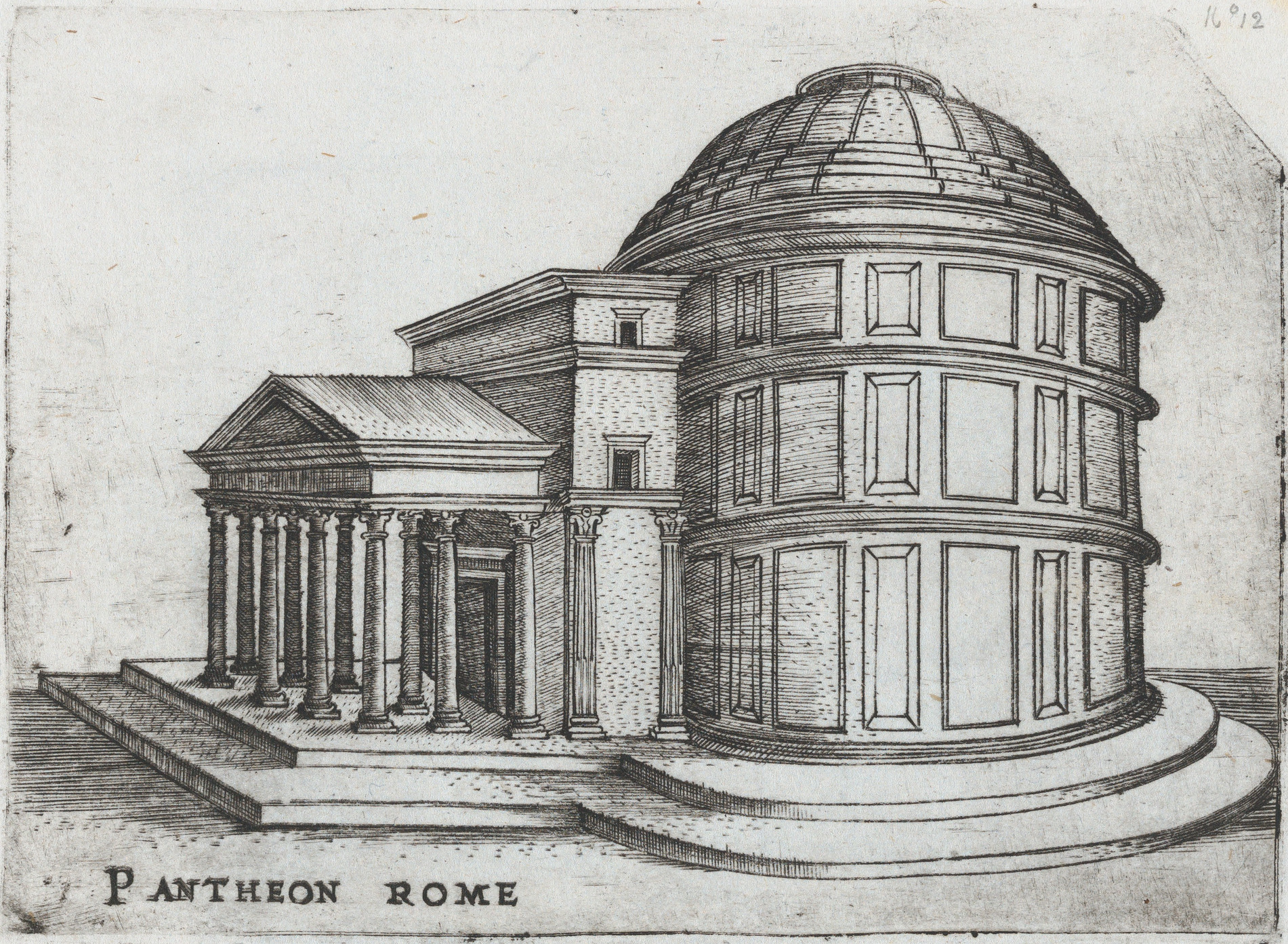
Rom, Pantheon aus hadrianischer Zeit

## Portiken in der Architektur der Neuzeit

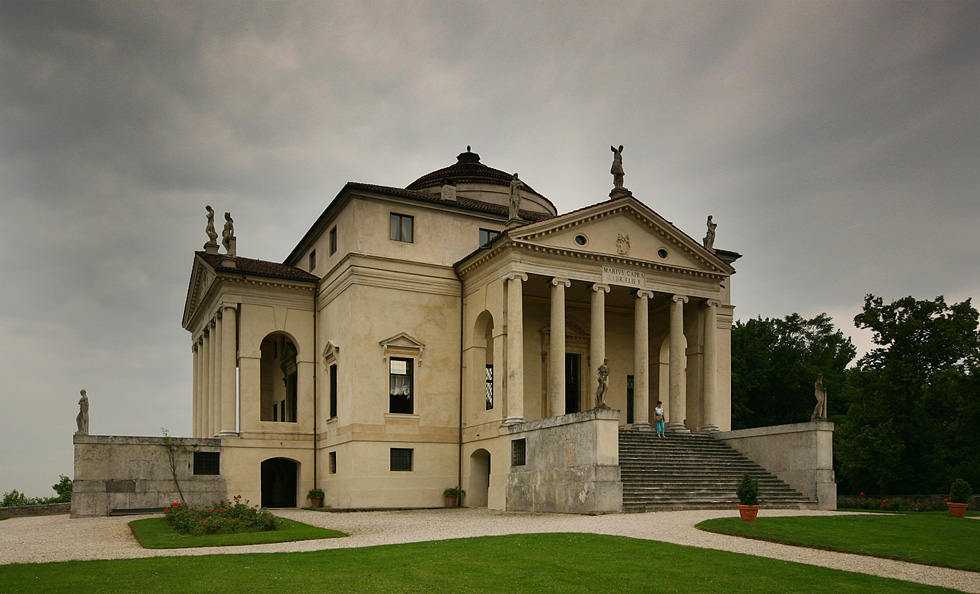
Portiken der Villa Rotonda, bei Vicenza, Norditalien, 16. Jahrhundert

In der Architektur der Renaissance, des Barock und des Klassizismus werden die ursprünglich religiösen Bauten vorbehaltenen Portiken auf die weltliche Architektur übertragen. Der Begriff „Portikus“ wird nun enger gefasst und bezeichnet eine ein- oder mehrschiffige, von Säulen, seltener von Pfeilern getragene Vorhalle, die der Hauptfront eines Gebäudes vorgelagert ist. Je nach Stützensystem kann spezifisch von „Säulenportikus“ oder „Pfeilerportikus“ gesprochen werden. Bei entsprechender Tiefe wird im Deutschen auch der Begriff „Säulenhalle“ verwandt. Neuzeitliche Portiken sind in aller Regel nach drei Seiten hin offen, manchmal auch doppelgeschossig; sie werden in der Regel von einem Dreiecksgiebel nach oben abgeschlossen. Sie beziehen sich grundsätzlich auf antike römische Tempelfronten.
Ein frühes, architekturgeschichtlich einflussreiches Beispiel für Portiken dieser Bauart findet sich bei der sogenannten Villa Rotonda des Renaissance-Architekten Andrea Palladio, die Ende des 16. Jahrhunderts entstand.
Im 19. Jahrhundert war die stadttorartig gestaltete Lokomotivendurchfahrt zur Drehscheibe in der Halle des Bayerischen Bahnhofs in Leipzig als Portikus gestaltet. Um einem Wohnquartier Platz zu machen, wurde sie 2006 versetzt.

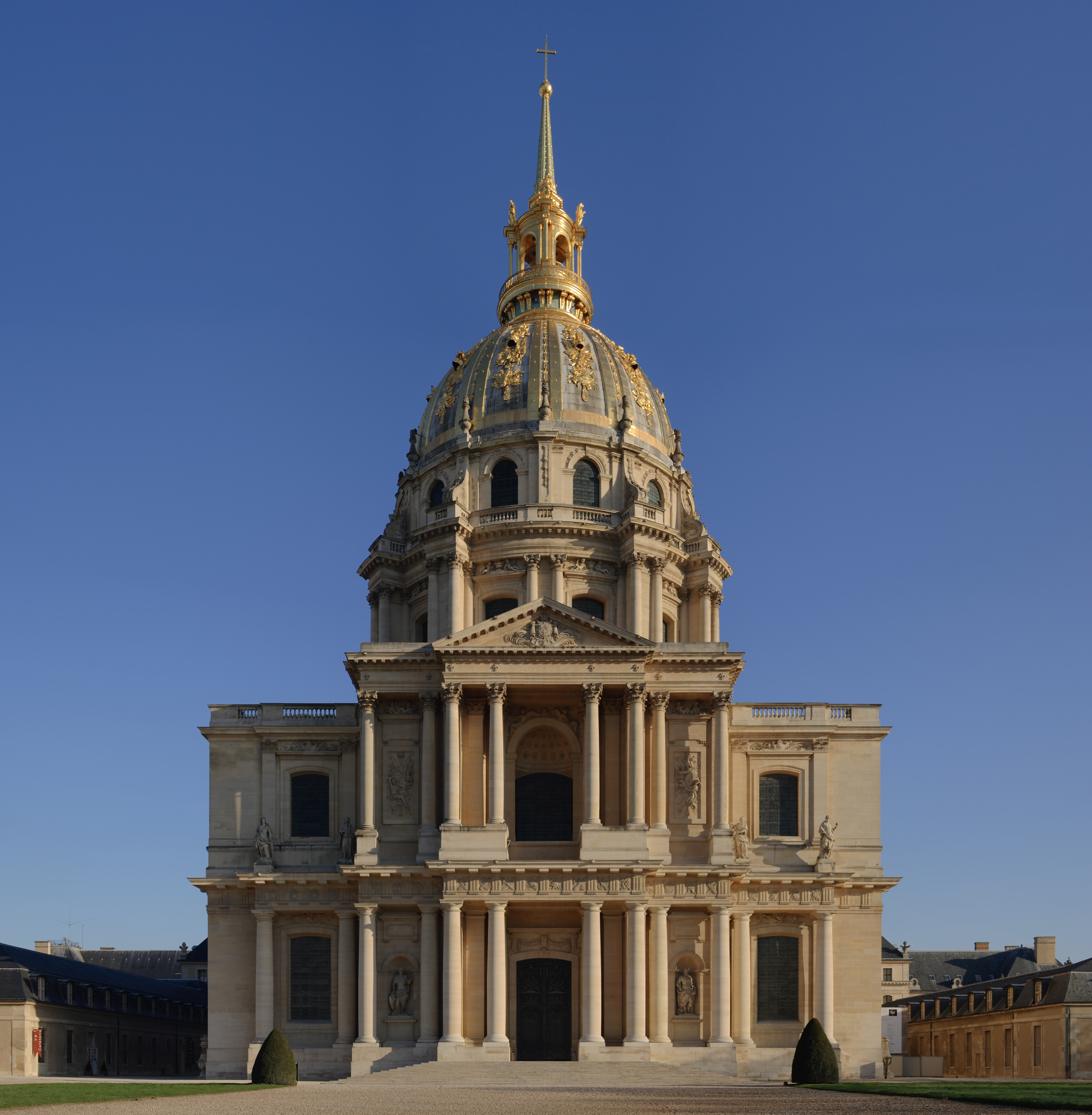
Invalidendom, Paris (um 1700)
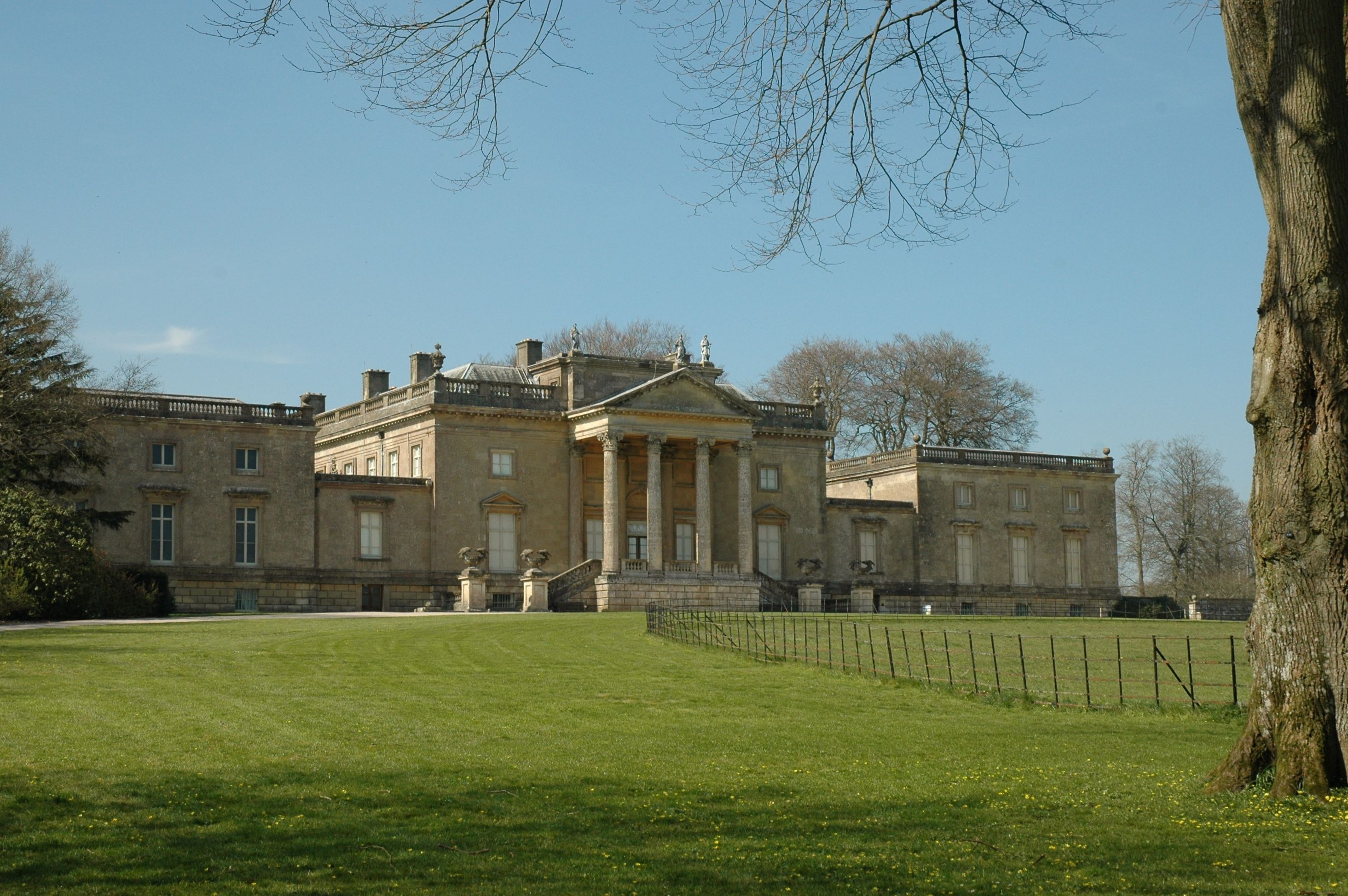
Stourhead House, Wiltshire (1724)
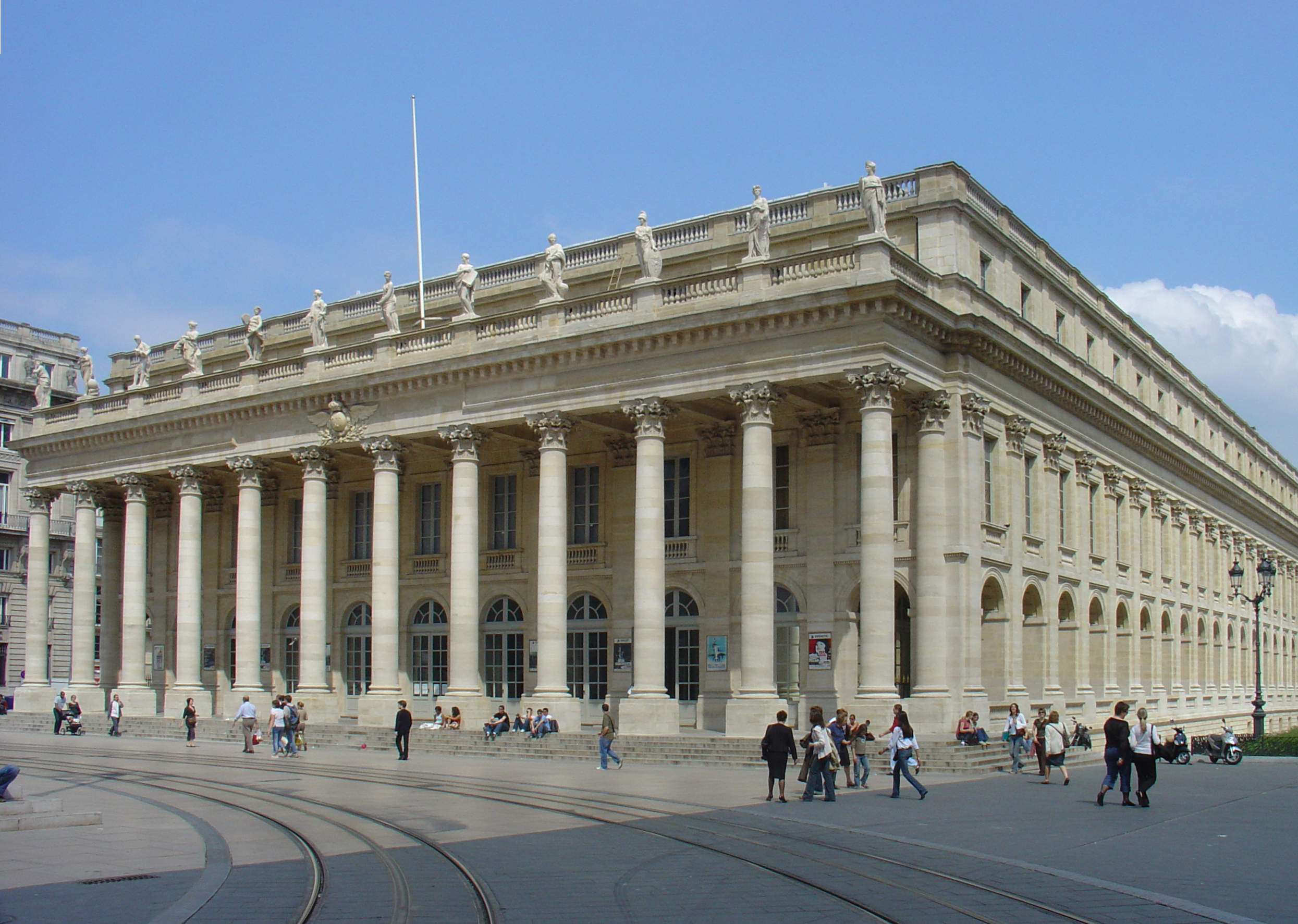
Grand Théâtre, Bordeaux (1773–1780)
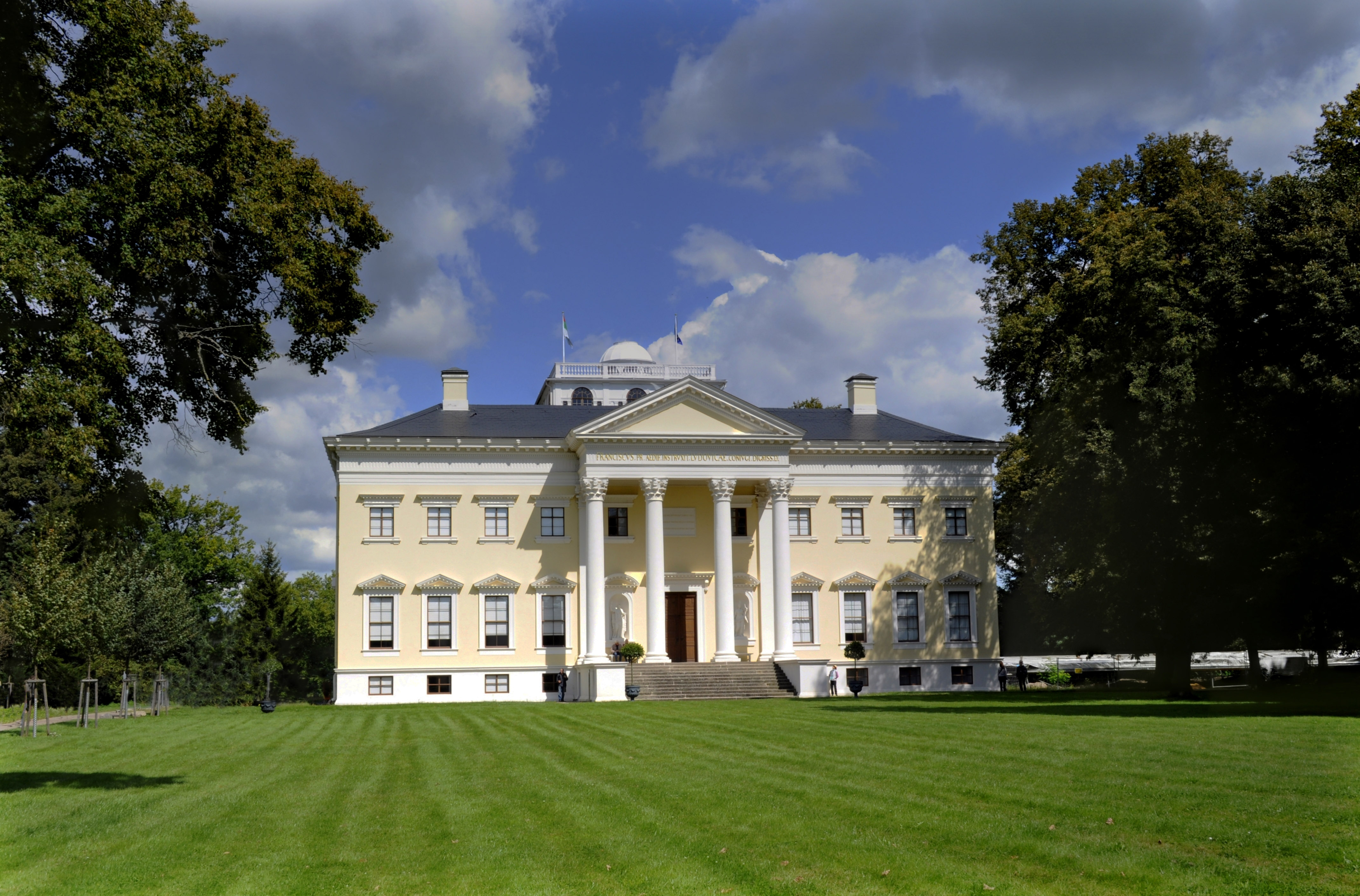
Schloss Wörlitz (1773)
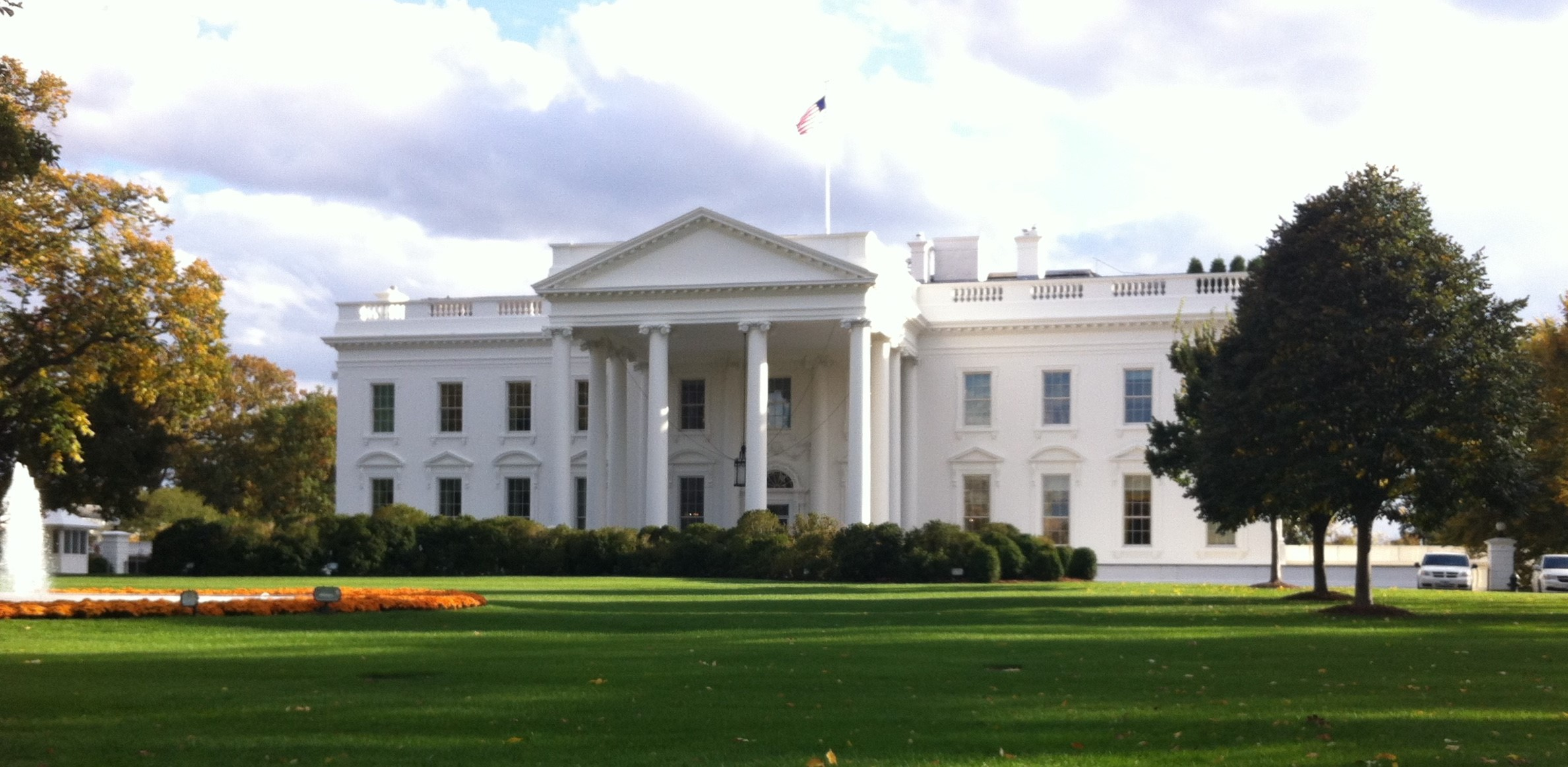
Weißes Haus, Washington, D.C. (1800)
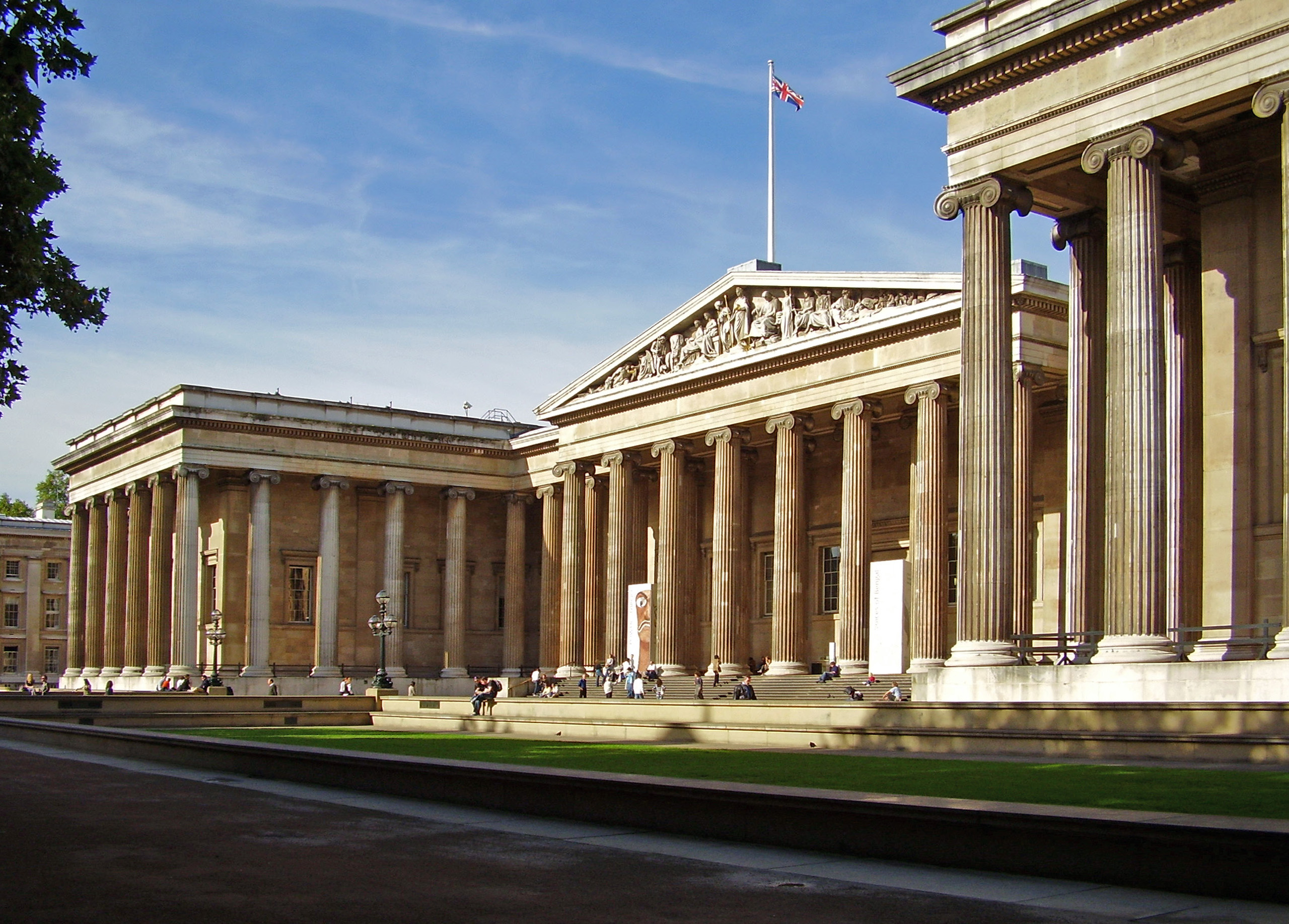
British Museum, London (um 1845)
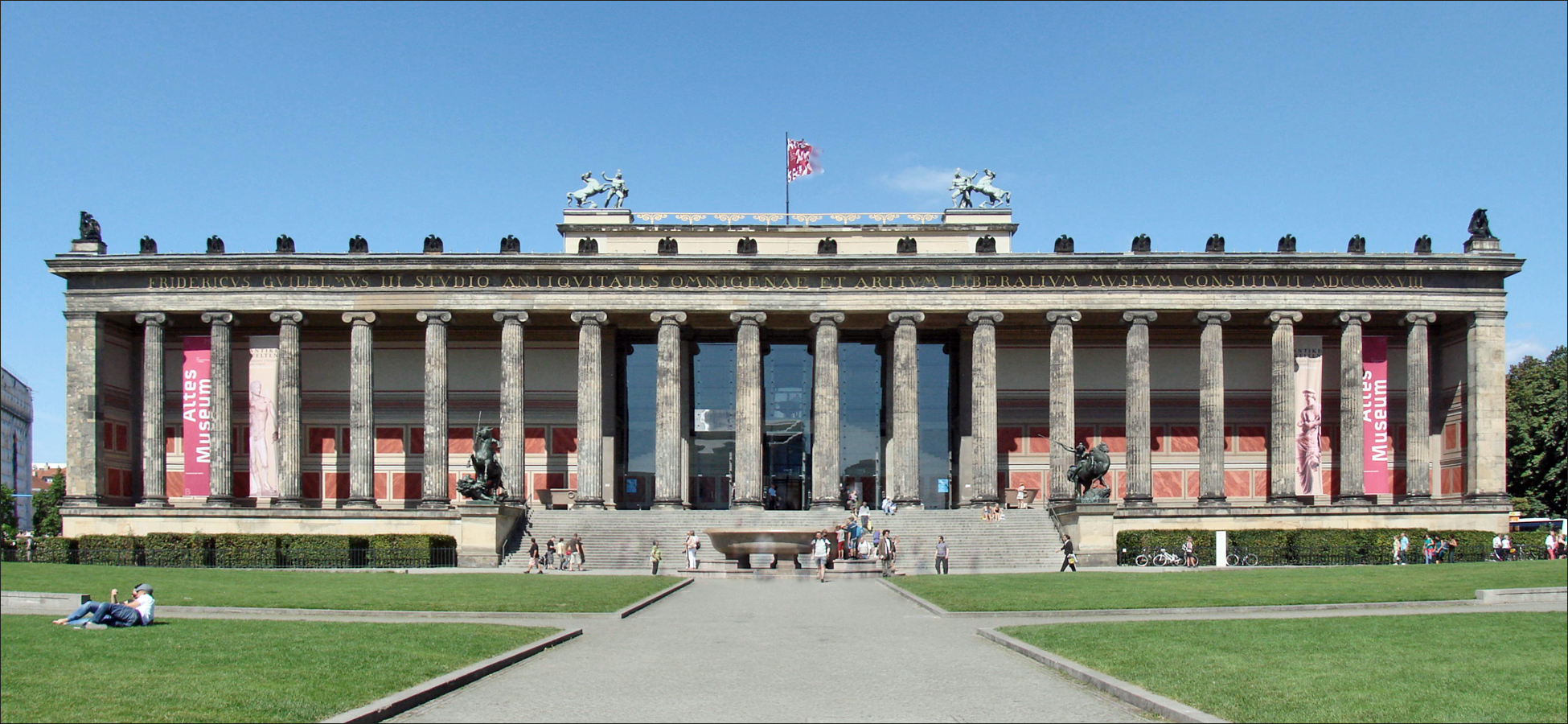
Altes Museum, Berlin (1830)
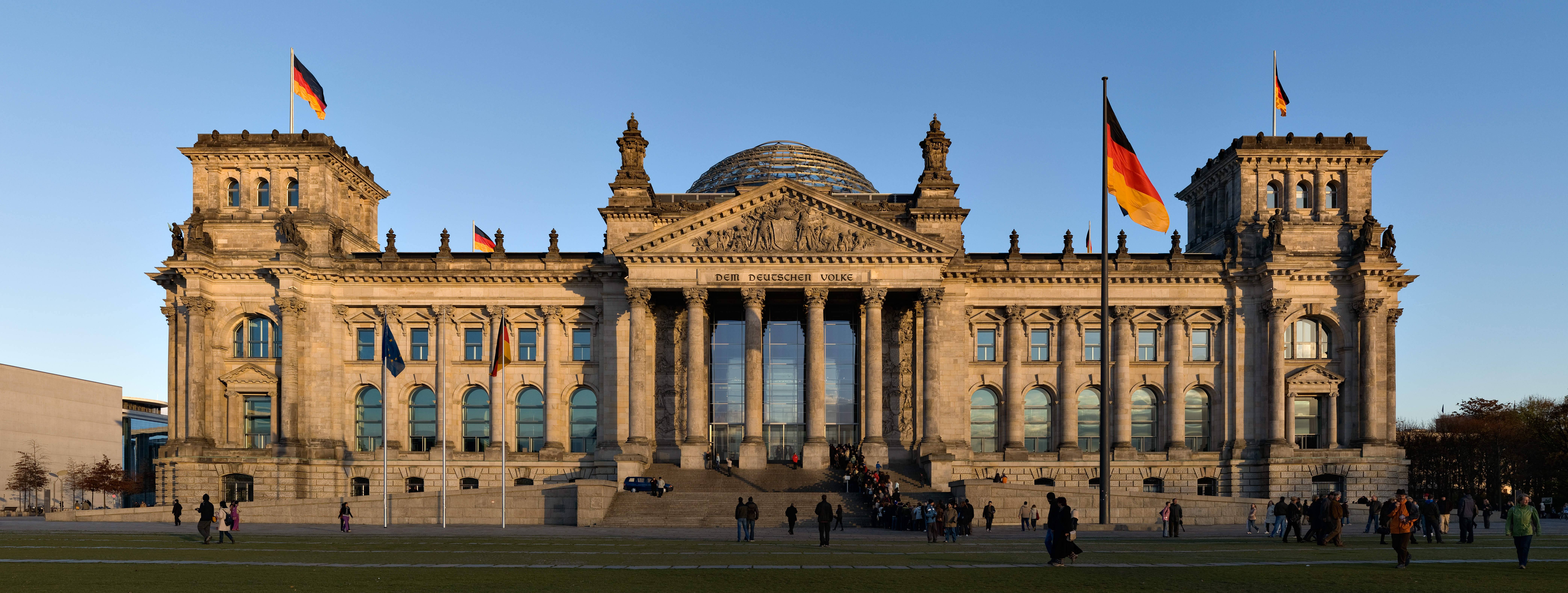
Reichstagsgebäude, Berlin (um 1890)
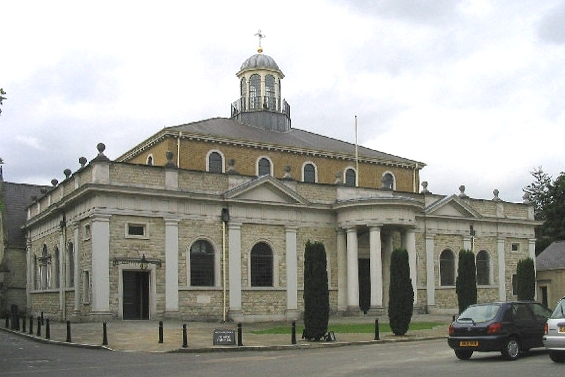
Brentwood Kathedrale, Essex (1991)
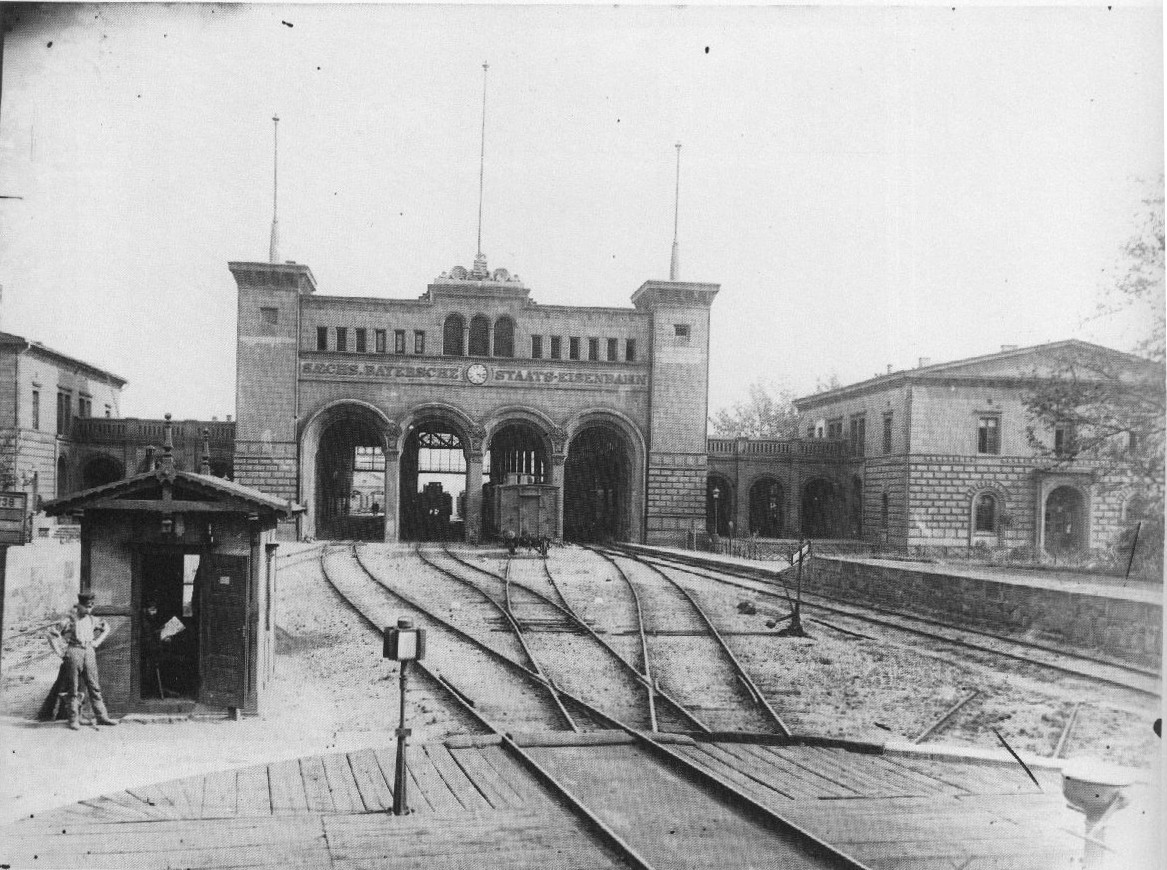
Leipzig Bayerischer Bahnhof (um 1890)

## Porticos an spanischen Kirchen
Unter den romanischen Kirchenbauten Altkastiliens (Provinzen Burgos, Soria und Segovia), aber auch an vielen späteren Kirchen in der Provinz Ávila (z. B. im Valle de Amblés) gibt es noch zahlreiche Kirchen mit Südvorhallen, welche im Spanischen meist mit dem Begriff portico (manchmal auch mit galería porticada) bezeichnet werden. Über die Funktion dieser Portiken kann letztlich nur spekuliert werden – kleiner Kreuzgang oder Wandelgang, Gerichtshalle, Wetterschutz, Versammlungsplatz bei Prozessionen etc. Wahrscheinlich waren sie weitgehend funktionslos und können somit in der Hauptsache nur als repräsentativer und hoheitsvoller Eingangsbereich zum eigentlichen Kirchenraum verstanden werden. Einige wenige dieser porticos umschließen auch Teile der Westseite der Kirchenbauten.
Abgesehen vom Portikus der mozarabischen Kirche San Miguel de Escalada (um 913) gilt der portico der Kirche San Miguel in San Esteban de Gormaz in der heutigen Provinz Soria (um 1100) als ältestes erhaltenes Beispiel seiner Art auf der Iberischen Halbinsel.

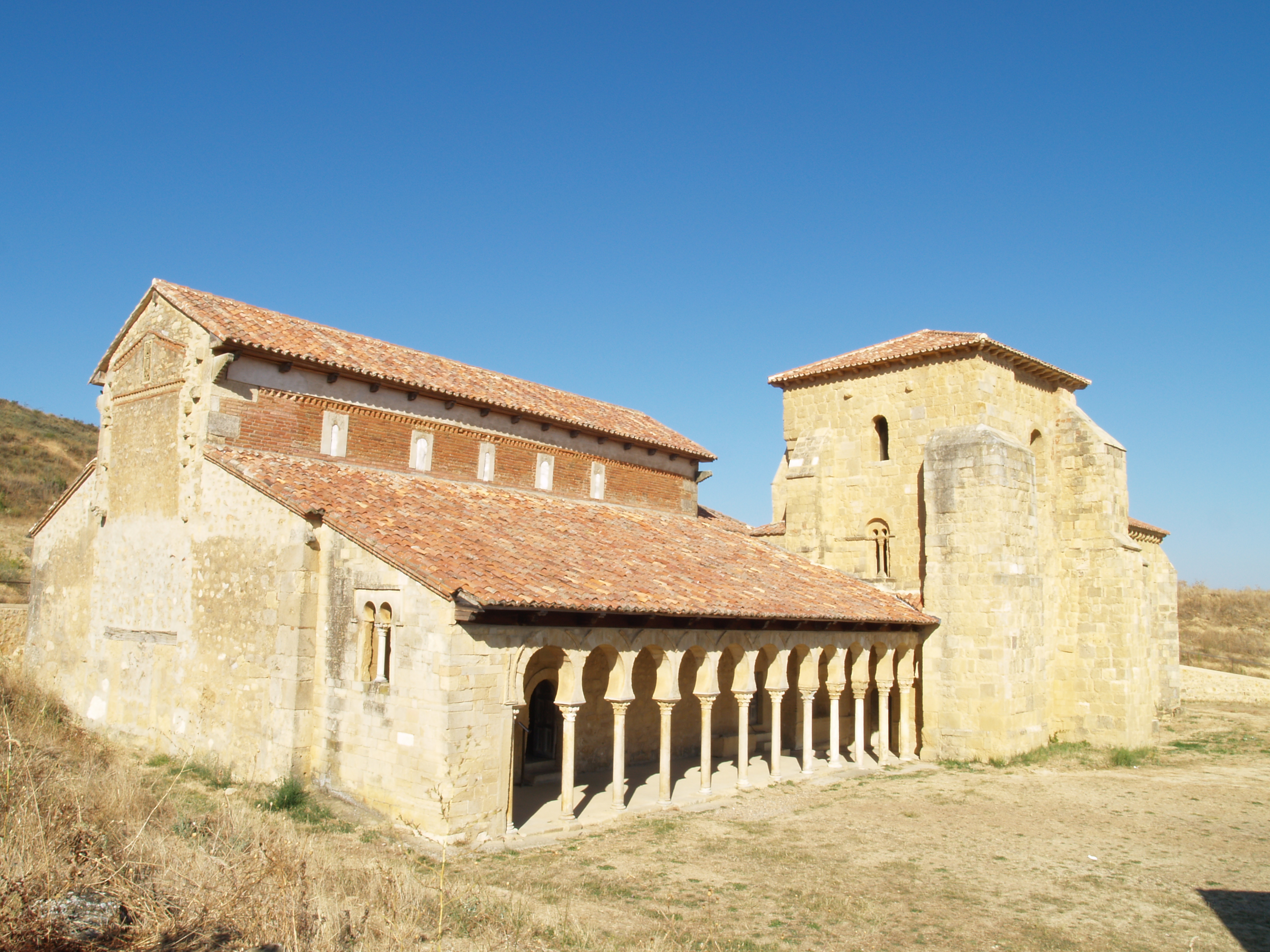
San Miguel de Escalada, Provinz León (um 913)
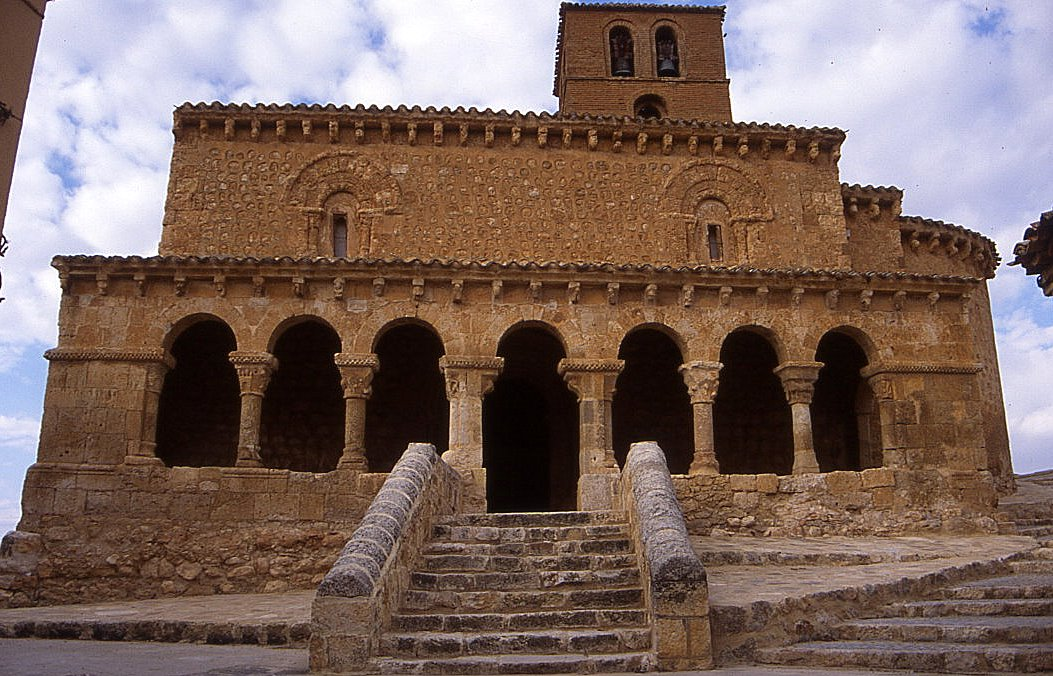
San Miguel in San Esteban de Gormaz, Provinz Soria (um 1100)
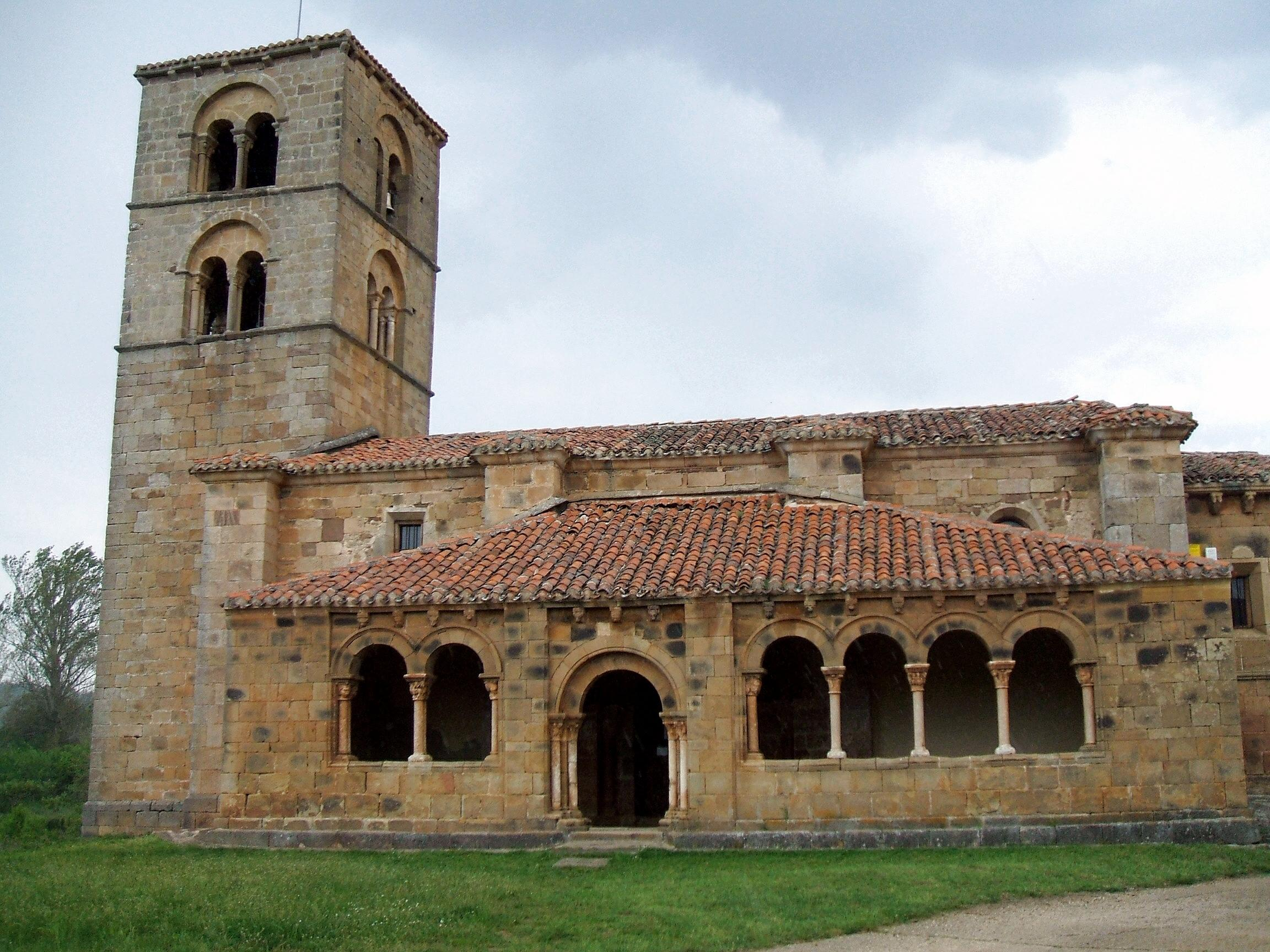
Nuestra Señora de la Asunción in Jaramillo de la Fuente, Provinz Burgos (12. Jahrhundert)
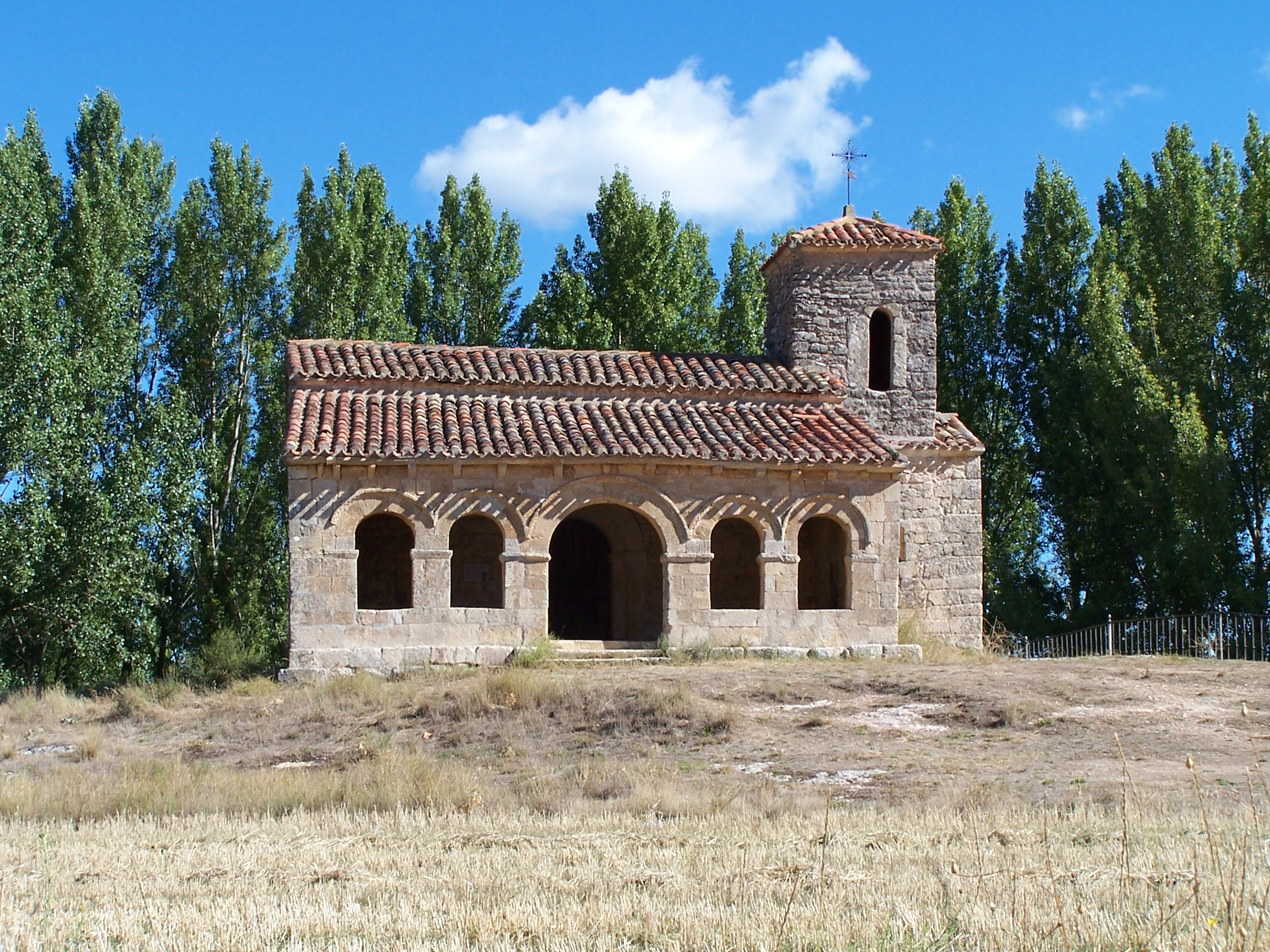
Santa Cecilia in Barriosuso, Provinz Burgos (12. Jahrhundert)
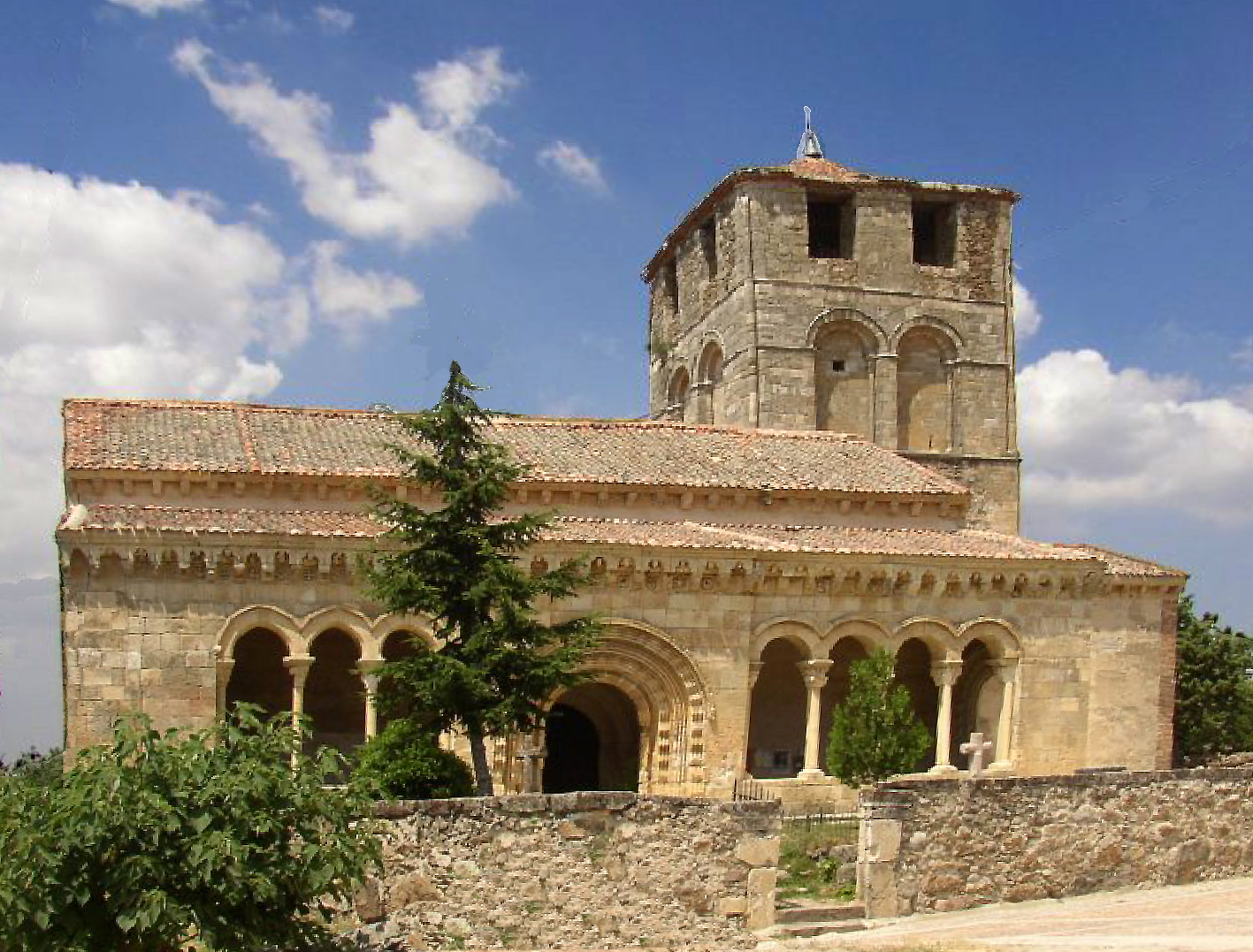
San Miguel Arcangel in Sotosalbos, Provinz Segovia (12. Jahrhundert)
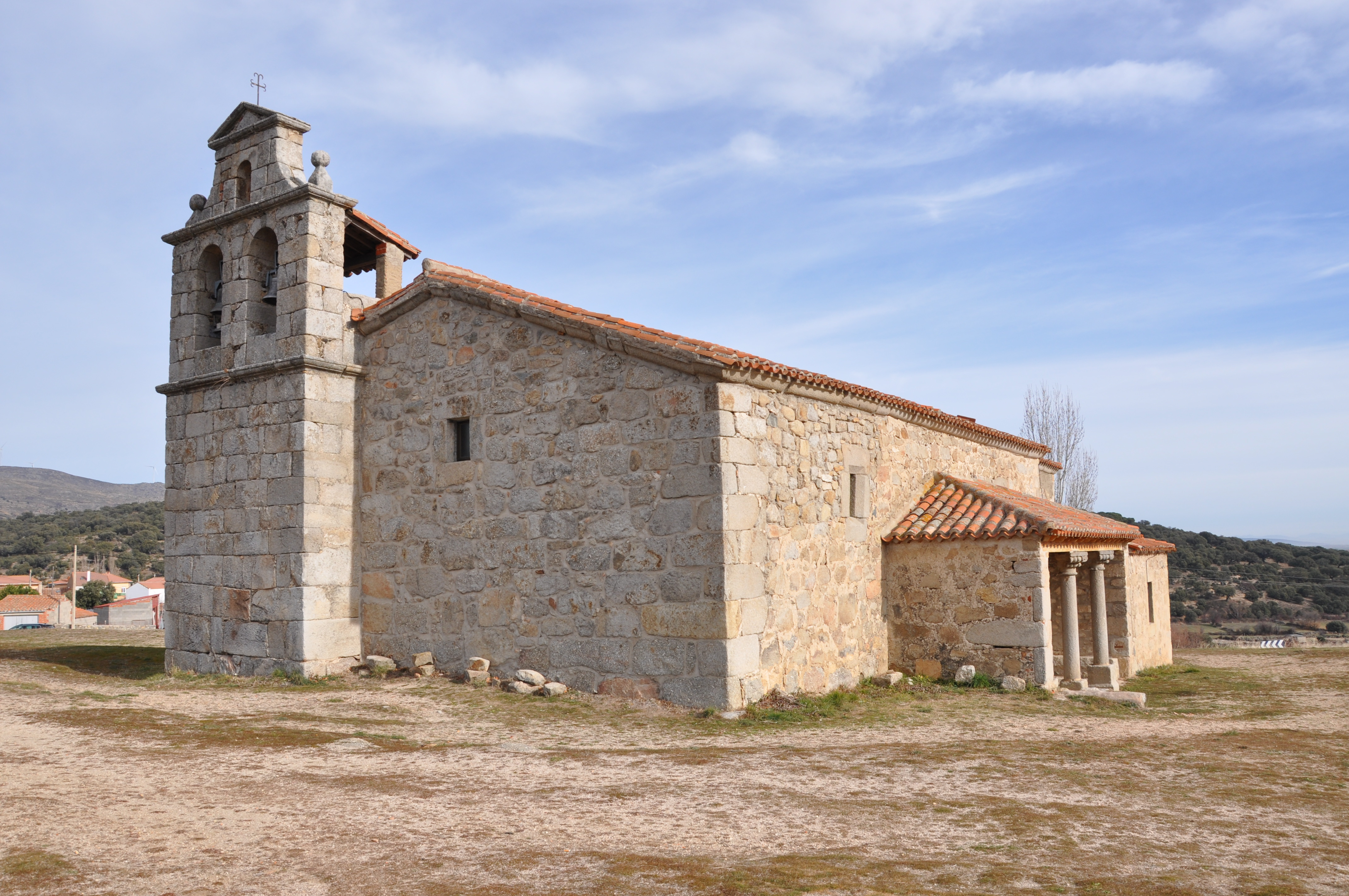
San Blás in Poveda, Provinz Ávila (16. Jahrhundert)

## Portiken an nordindischen Tempeln
Bereits die ersten (erhaltenen) freistehenden Tempel Nordindiens aus der Zeit um 400 n. Chr. (siehe Gupta-Tempel) besaßen eine von steinernen Säulen getragene Vorhalle (mandapa) nach römischem Muster. Manche dieser Vorhallen waren wohl auch aus Holz, welches sich jedoch nicht erhalten hat. Die mandapas wurden im Lauf der Zeit mehr und mehr in den Tempelbau integriert, so dass das typische Bild eines klassischen nordindischen Tempels entstand.
Die mandapas dienten wohl ursprünglich in erster Linie dem Wetterschutz (Sonne, Monsun), da den gläubigen Hindus das Betreten des eigentlichen Sanktums (garbhagriha) untersagt war. Erst in späterer Zeit kamen auch andere Funktionen (Musik- und Tanzhalle, Versammlungshalle etc.) hinzu. Bei einigen frühen, vor allem aber bei den späteren Tempeln besteht eine enge architektonische Verbindung zwischen der Vorhalle (mandapa) und dem das Sanktum umschließenden Umwandlungsgang (pradakshinapatha).

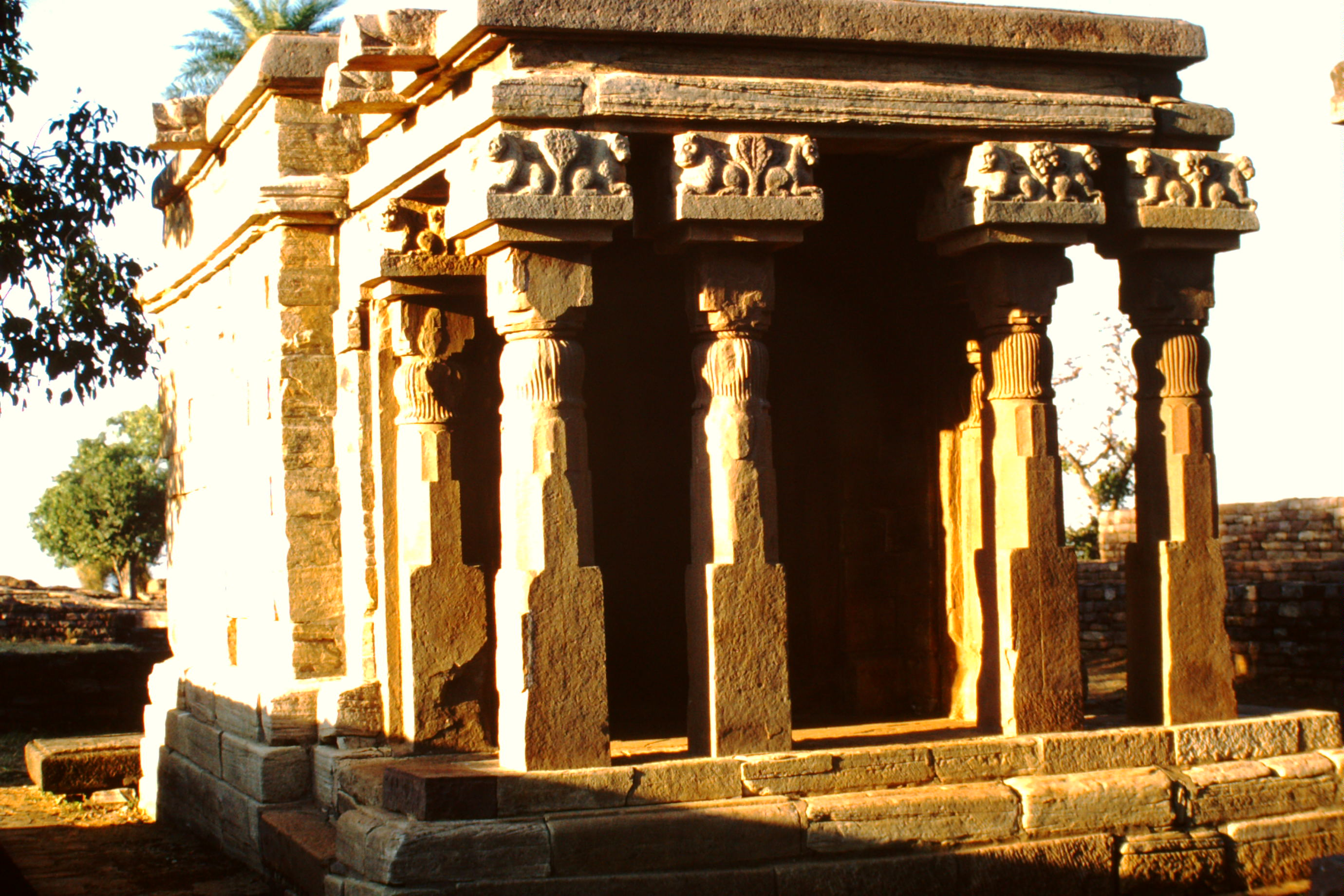
Tempel Nr. 17 in Sanchi, Madhya Pradesh, Indien (um 400)
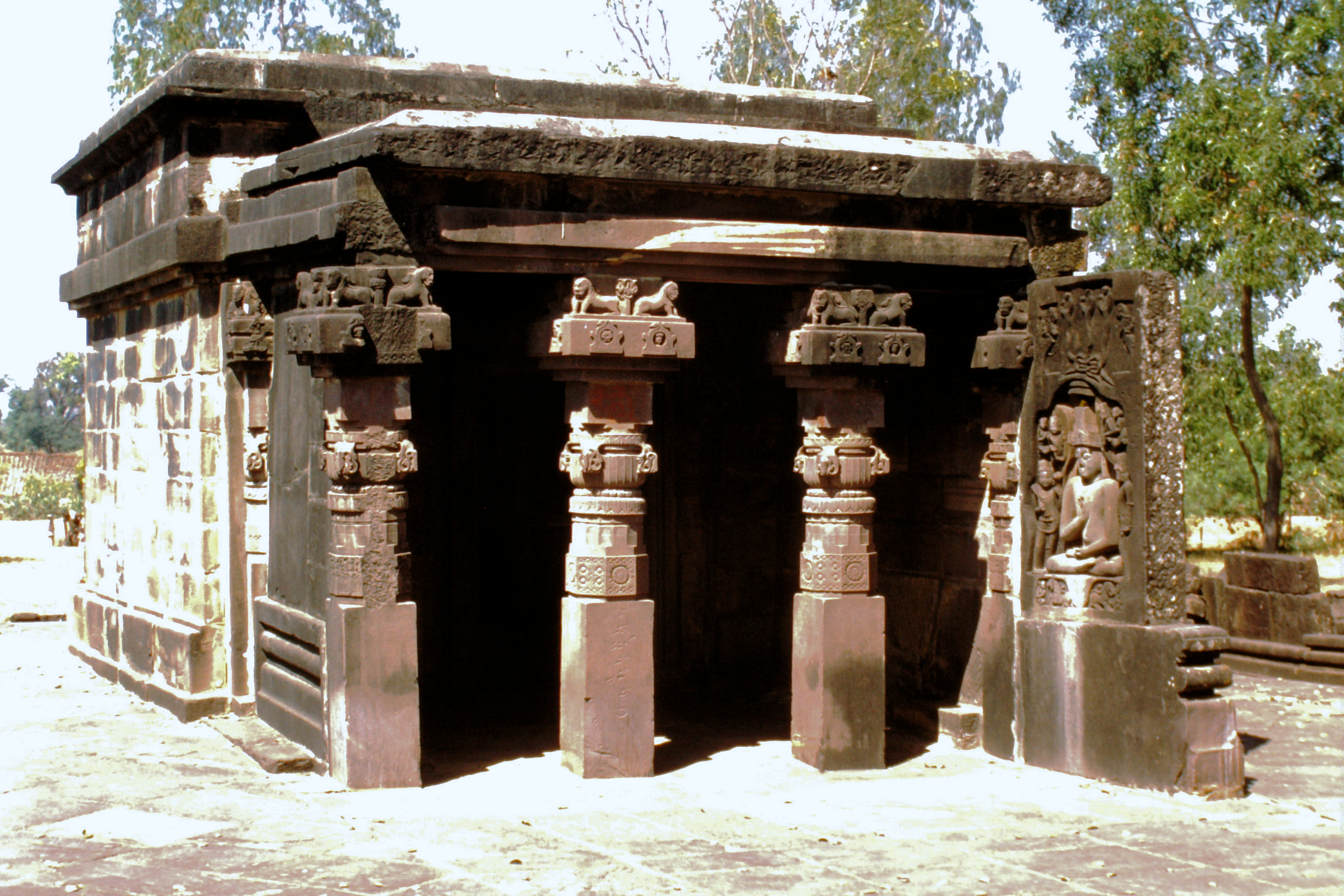
Kankali-Devi-Tempel in Tigawa, Madhya Pradesh, Indien (um 400)
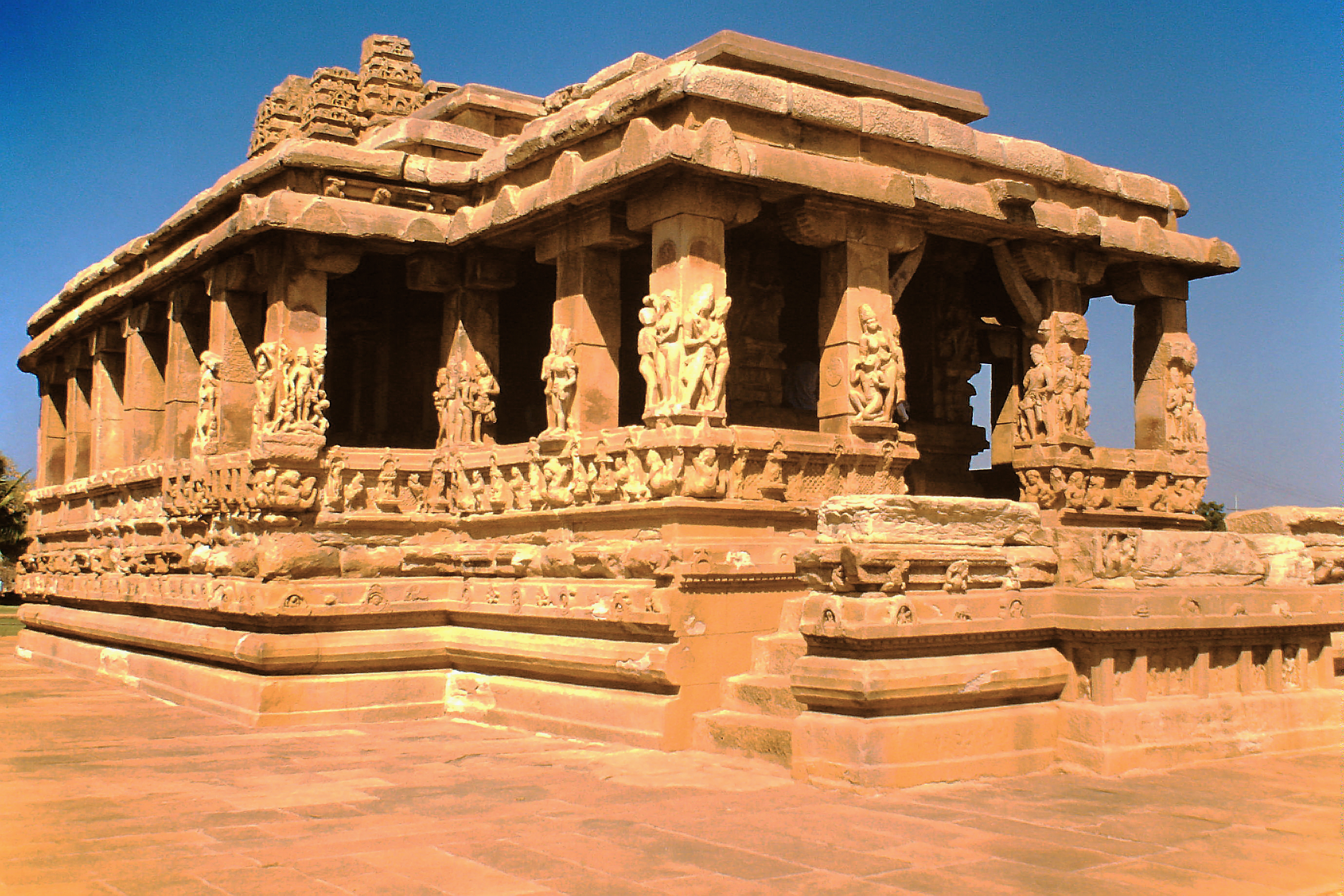
Durga-Tempel in Aihole, Karnataka, Indien (7. Jahrhundert)
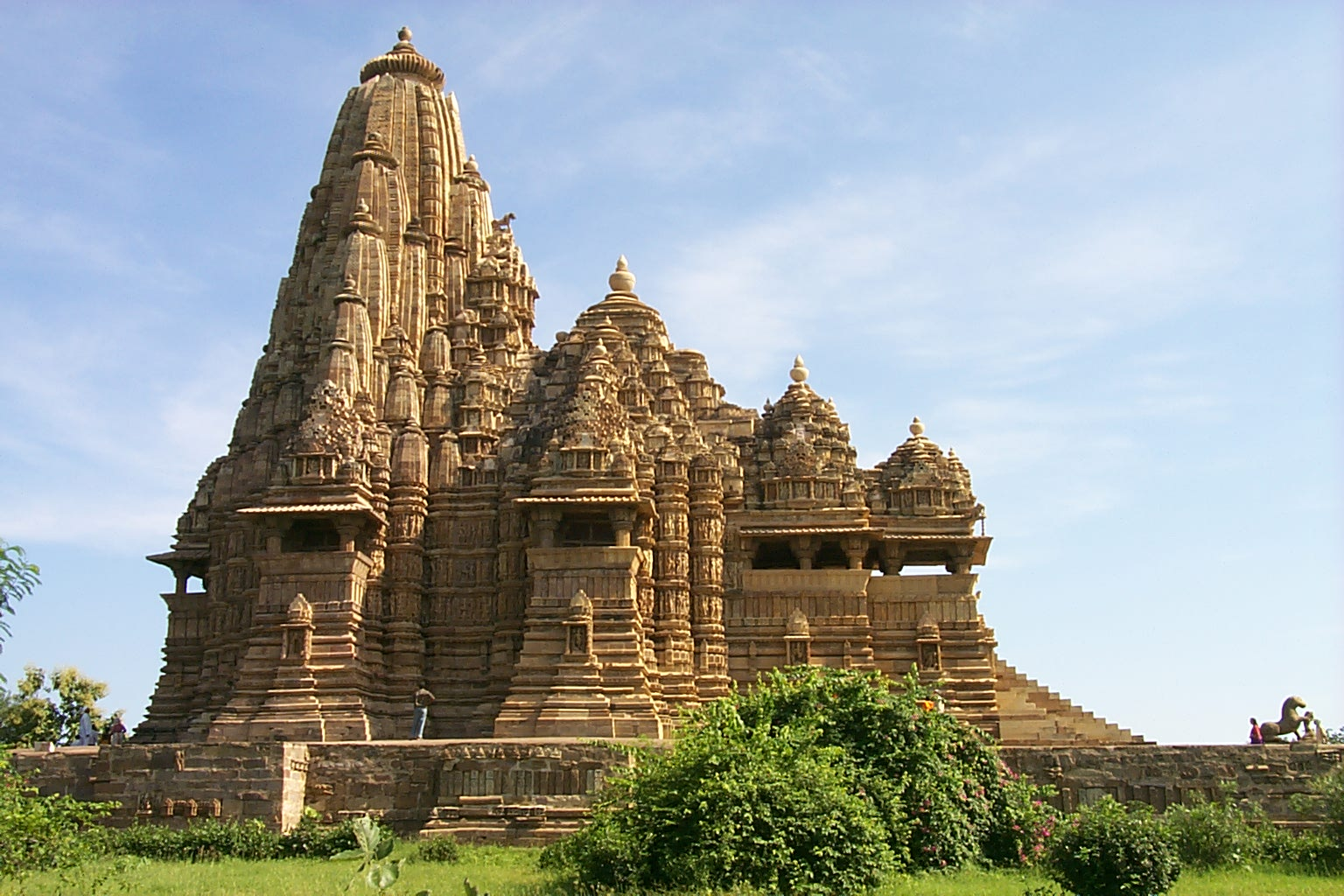
Kandariya-Mahadeva-Tempel in Khajuraho, Madhya Pradesh (um 1125)
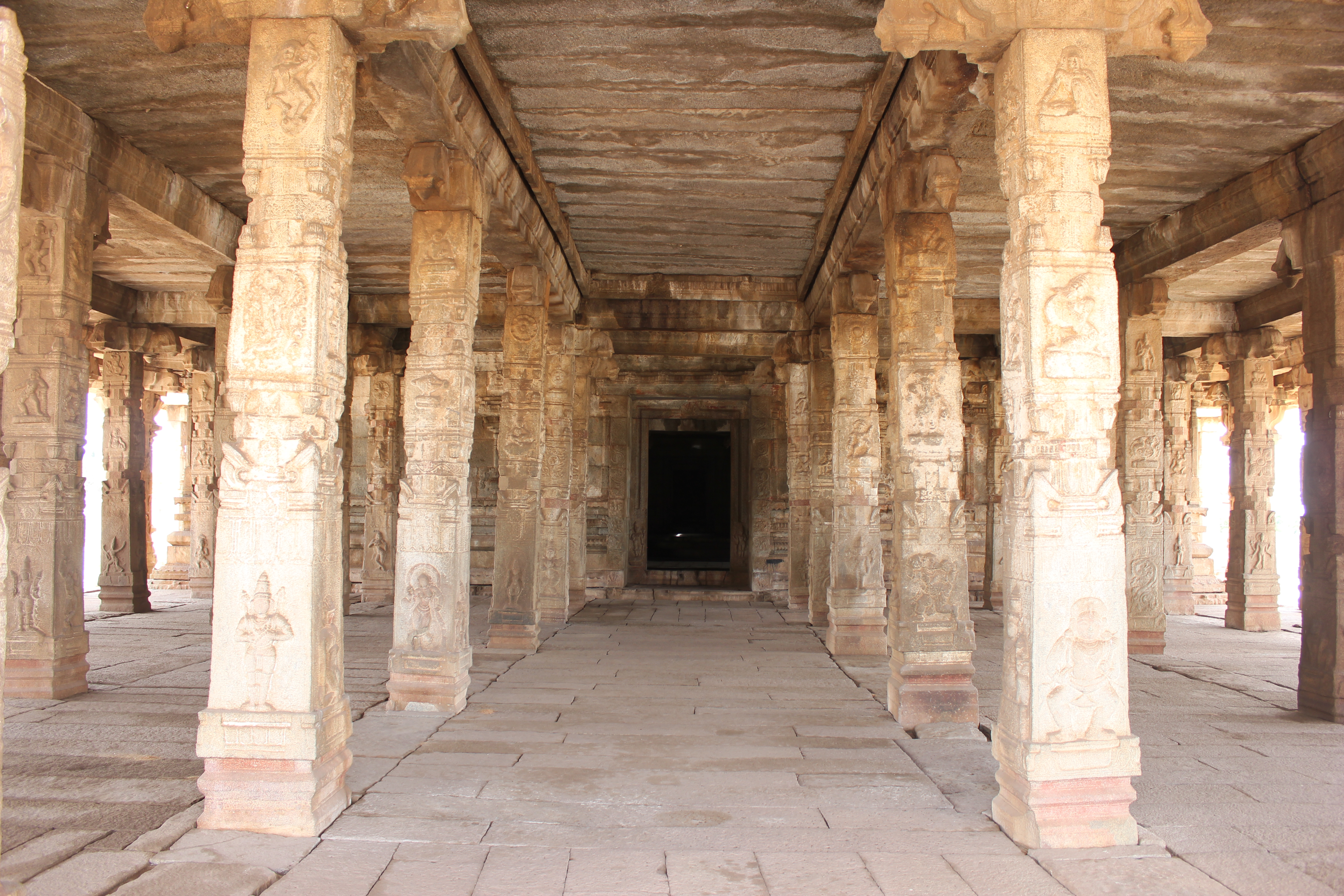
Pattabhirama-Tempel in Hampi, Karnataka (um 1450)